# Llerena
Llerena – miejscowość w Hiszpanii, w prowincji Badajoz we wspólnocie autonomicznej Estremadura. W 2010 liczyło 5982 mieszkańców.